# Wuitz
Wuitz war ein Dorf westlich von Meuselwitz, das in den Jahren 1954 bis 1956 dem Braunkohlebergbau durch den Tagebau Zipsendorf-Süd zum Opfer gefallen ist. Seine Flur gehört heute zur Ortschaft Rehmsdorf der Gemeinde Elsteraue im Burgenlandkreis (Sachsen-Anhalt).

## Geografische Lage
Wuitz lag am südwestlichen Rand der Leipziger Tieflandsbucht zwischen Rehmsdorf im Westen und Meuselwitz im Osten. Die ehemalige Ortslage befand sich südlich der heute nur noch bei seltenem Bedarf vom Güterverkehr befahrenen Bahnstrecke Zeitz–Altenburg. Der Bahnhof Wuitz-Mumsdorf lag nördlich von Wuitz und überlebte als einziges Gebäude des Orts die Überbaggerung. Von hier zweigte bis 1969 die 1000-mm-Schmalspurbahn nach Gera Pforten ab.
Die devastierte Ortslage von Wuitz befindet sich heute im Restloch Zipsendorf. Wuitz lag im Westen des Meuselwitz-Altenburger Braunkohlereviers, ca. 3,5 km nordwestlich von Meuselwitz.

## Geschichte

### 12. bis 18. Jahrhundert
Der Ort Wuitz wurde am 13. April 1147 zum ersten Mal urkundlich erwähnt. Dieses Dokument ist ein Schreiben von Bischof Udo zu Naumburg an den Domherren zu Zeitz, in dem er ihm einige Dörfer schenkt. Die heute thüringischen Nachbarorte von Wuitz, Zipsendorf und Falkenhain, weisen ein ähnliches Datum der Ersterwähnung auf und gehörten ebenfalls über Jahrhunderte zu Zeitz. Die Schreibweise des Ortsnamens wechselte häufig: Wza (1147), Wozh, (1154), Wucz (15. Jh.), Wuecz (16. Jh.) und Wuitzcsch zu Wuitz. Das Gut des Orts war zeitweise im Besitz der Herren von Bünau zu Breitenhain.
Wuitz lag bis 1815 im Amt Zeitz, das als Teil des Hochstifts Naumburg-Zeitz seit 1561 unter kursächsischer Hoheit stand und zwischen 1656/57 und 1718 zum Sekundogenitur-Fürstentum Sachsen-Zeitz gehörte. Durch die Beschlüsse des Wiener Kongresses kam der Ort im Jahr 1815 zu Preußen und wurde 1816 dem Kreis Zeitz im
Regierungsbezirk Merseburg der Provinz Sachsen zugeteilt. 1825 gab es in Wuitz 25 Häuser mit insgesamt 157 Einwohnern.

### 19. Jahrhundert
Im 19. Jahrhundert erlangte der Braunkohlebergbau im Raum Wuitz große Bedeutung. Die Gegend war der westlichste Ausläufer des Meuselwitz-Altenburger Braunkohlereviers. Einen Aufstieg erlebte der Braunkohlebergbau um Meuselwitz in den 1870er Jahren. Nachdem im Umfeld der Stadt zahlreiche Kohlegruben entstanden waren, dehnte sich das Abbaugebiet bald in westliche Richtung auf Zeitz hin aus. Zur Erschließung neuer Absatzmärkte wurde 1872 die Bahnstrecke Zeitz–Altenburg eröffnet, an der das preußische Wuitz mit dem herzoglich sachsen-altenburgischen Mumsdorf einen gemeinsamen Bahnhof erhielt. Da aufgrund technologischer Karten bekannt war, dass auch in der Flur von Wuitz reichliche Kohlenvorkommen vorhanden waren, erwarb die Eisenbahnbau- und Betriebsgesellschaft  Vering & Waechter mit Sitz in Berlin im Jahr 1899 in Wuitz die ersten Kohlefelder. Unter wesentlicher Mitwirkung der Bahnbaufirma Vering & Waechter war die  Gera-Meuselwitz-Wuitzer Eisenbahn-AG gegründet worden, die die 1901 eröffnete Bahnstrecke von Wuitz-Mumsdorf nach Gera-Pforten betrieb. Weiterhin erbaute die Firma Vering & Waechter im Jahr 1901 nördlich von Wuitz die Brikettfabrik „Leonhard I“. Sie war bis 1968 in Betrieb.

### Erste Hälfte des 20. Jahrhunderts
In Wuitz wurde die Kohle zunächst im Tiefbau gewonnen. Aufgrund der günstigen Ablagerungverhältnisse ging man im Jahr 1909 zum Tagebaubetrieb über. Um Wuitz waren dies zunächst die kleineren Tagebaue Leonhard I (1909–1919) und Leonhard II (1918–1926). Der erste elektrisch angetriebene Kohlelöffelbagger im gesamten Meuselwitz-Rositzer Braunkohlenrevier kam 1911 in Wuitz zum Einsatz. Durch die einsetzende Industrialisierung wandelte sich der Ort von einer Bauerngemeinde zu einem Bergarbeiterort. 1925 gehörten drei Viertel der Bevölkerung, d. h. 743 Einwohner, Bergarbeiterfamilien an.
Die „Leonhardwerke“ in Wuitz wurden 1917 mit der Braunkohlengesellschaft „Vereinsglück“ aus Oelsen zusammengelegt. Bereits in dieser Zeit musste das erste Haus von Wuitz dem Braunkohleabbau im Tagebau Leonhard II weichen. Es war die südlich des Bahnhofes gelegene Bahnhofsgaststätte, welche „Gipsdiele“ genannt wurde. Nachdem im Herbst 1926 der Abbau im Tagebau in der Grube „Leonhard II“ eingestellt wurde, fuhr man die erforderliche Kohle für die Brikettfabrik der „Leonhard-Werke“ aus der ehemaligen Grube „Fürst Bismarck“ in Rusendorf heran. Zwischen 1938 und 1952 zerstörte der „Tagebau Zipsendorf-West“ (Leonhard III) das Areal nördlich der Bahnlinie Zeitz-Altenburg. Der in dem Gebiet liegende Weiler Oberhaide (Ortsteil von Rehmsdorf) wurde 1938 ausgesiedelt und um 1940 überbaggert. Die meisten der (noch) 30 Einwohner zogen nach Wuitz um.

### Geschichte ab 1950
Mit der am 1. Juli 1950 erfolgten Kreisgebietsreform in der DDR gehörten Wuitz und sein Nachbarort Mumsdorf für kurze Zeit gemeinsam dem Landkreis Zeitz im Land Sachsen-Anhalt bzw. ab 1952 dem Kreis Zeitz im Bezirk Halle an, bis Mumsdorf am 4. Dezember 1952 dem Kreis Altenburg im Bezirk Leipzig zugeordnet wurde.
Das Schicksal von Wuitz war besiegelt, als man im Jahr 1951 an derselben Stelle südlich der Bahnstrecke Zeitz-Altenburg mit der Kohleförderung wieder einsetzte, wo der Tagebau Leonhard II im Jahr 1926 aufgehört hatte. Von 1954 bis 1956 waren von der durch den Tagebau Zipsendorf-Süd betroffenen Ortsverlegung von Wuitz 55 bebaute Grundstücke und 644 Einwohner betroffen. Etwa zeitgleich musste auch der südwestlich von Wuitz gelegene Ort Sabissa dem Tagebau weichen. Einzig der Bahnhof Wuitz-Mumsdorf und die Brikettfabrik nördlich des Orts wurden nicht abgebaggert. Die Einwohner von Wuitz erhielten Ersatzgrundstücke oder -wohnungen in Zeitz, Tröglitz, Zipsendorf oder Meuselwitz angeboten. Das Gebiet der mittlerweile einwohnerlosen Gemeinde wurde am 1. Juli 1961 in die Gemeinde Rehmsdorf eingegliedert.
1968 erfolgte die Stilllegung der Brikettfabrik Leonhard I. Ein Jahr später endete der Zugverkehr auf der Bahnstrecke Gera-Pforten-Wuitz-Mumsdorf teilweise, 1970 ganz. Der Personenverkehr auf dem Streckenabschnitt zwischen Zeitz und Meuselwitz ruhte seit dem 28. September 2002, wodurch der Bahnhof Wuitz-Mumsdorf seine Bedeutung verlor. Im Jahr 2007 wurde die Bahnstrecke Zeitz-Altenburg stillgelegt.

### 21. Jahrhundert
Mit der Bildung der Gemeinde Elsteraue gehört die Flur von Wuitz seit dem 1. Juli 2003 zur Ortschaft Rehmsdorf der Gemeinde Elsteraue im Burgenlandkreis.

## Verkehr
Der Bahnhof Wuitz-Mumsdorf lag an der Bahnstrecke Zeitz–Altenburg und der Bahnstrecke Gera-Pforten–Wuitz-Mumsdorf.